# Боевой транс
Боевой транс — термин, обозначающий изменённое состояние сознания людей, участвующих в боевых действиях. В этом состоянии боец не чувствует страха («афобия») и боли («анальгезия»). Кроме этого, в состоянии боевого транса все члены группы теряют свою индивидуальность и действуют как единое целое.
В состоянии боевого транса человек способен проявить крайние формы альтруизма (например, пожертвовать своей жизнью для спасения товарищей), но также и крайние формы агрессивности (например, участвовать в массовых убийствах). Состояние боевого транса может возникнуть спонтанно, в экстремальной ситуации (например, у матери, защищающей своего ребёнка) или быть вызвано с помощью особых приёмов. Примером этих приёмов являются строевой шаг, пение хором и барабанный бой. Иногда также применяются психотропные вещества.

## Термин
Термин «боевой транс» (англ. battle trance) был предложен этнографом Иосифом Миндиевичем Жорданией[уточнить].

## Роль в эволюции
Иосиф Жордания предположил, что способность входить в состояние боевого транса появилась у гоминид благодаря естественному отбору. Эта способность стала решающим фактором, помогающим группам гоминид защищаться от крупных хищников.
С точки зрения И. Жордании, когда гоминиды стали расселяться на открытых пространствах Африки, они были слишком малы и слабы и не могли в одиночку противостоять крупным африканским хищникам. Однако находясь в состоянии боевого транса, они могли напугать даже большое и сильное животное, поскольку в этом изменённом состоянии сознания в их поведении не проявлялось боязни, а их синхронные жесты и крики вызывали страх у хищника. Находясь в состоянии боевого транса, они теряли ощущение своей индивидуальности, забывали о личной безопасности и действовали исключительно в интересах группы.

## Боевой транс и происхождение искусства
Предполагается, что ритуализированное введение в состояние боевого транса было основано на хоровом пении, танцах и особой раскраске тела. И. Жордания предполагает, что это может служить объяснением возникновения и развития различных видов искусства. Возможно, боевой танец вводит воина в состояние транса отчасти благодаря тому, что круговые движения головой и учащённое дыхание имеют легкий гипнотический эффект. Синхронные танцевальные движения также способствуют возникновению группового транса. Английский психолог Хэвлок Эллис писал в 1923 году:
«Все, кто наблюдал жизнь диких племён, замечают, что танцоры, принимающие участие в пляске, действуют в удивительной гармонии; они в каком-то смысле сливаются в единое существо, одушевлённые общим порывом. Так проявляется социальное объединение. Вне войны, танец является важнейшим способом создать эту социальную солидарность в жизни племени; с другой стороны, это лучший метод подготовки к войне.»

## В истории
В древнегреческом эпосе состояние боевого исступления обозначалось словом λύσσα («лисса») от λύκος — «волк», то есть «ярость воителя, который благодаря ей становится неуязвимым и уподобляется волку или псу». Позже смысл этого слова изменился, оно больше не обозначало воинскую доблесть, но продолжало относиться к священному исступлению. Это состояние исступления сопровождалось не только «бешенством», но и потерей осознания своего «Я» и ощущением подчинения чужой (божественной) воле: «Отвагу, позволявшую воину совершать столь блестящие подвиги, он черпал в своего рода экзальтации, воинском неистовстве (λύσσα), в которое он был ввергнут помимо своей воли, вдохновленный богом (μένος)».
В «Илиаде» слово λύσσα и его производные трижды относятся к Гектору (I 239; 305; N 53) и однажды к Ахиллу (Ф 542—543), то есть к самым выдающимся героям обеих воюющих сторон. Лучшее описание состояния, называемого λύσσα, содержится в стихах 237—239 IX песни «Илиады»: 

«Гектор же, весьма кичась силой, ужасно неистовствует, уповая на Зевса, и ни во что не ставит ни мужей, ни богов, ведь его охватила мощная λύσσα.»Оригинальный текст (др.-греч.)Ἕκτωρ δὲ μέγα σθένεϊ βλεμεαίνων μαίνεται ἐκπάγλως πίσυνος Διί, οὐδέ τι τίει ἀνέρας οὐδὲ θεούς κρατερὴ δέ ἑ λύσσα δέδυκεν.
В Древнем Риме это состояние воинственного исступления обозначалось выражением furor heroicus. При этом слово furor означает «бешенство», «ярость», или «неистовство».
Имя скандинавского бога Одина (Вотана или Водана), покровителя воинов-берсерков, предположительно происходит от слова wut или wuot («бешенство»). В «Саге об Инглингах» Снорри Стурлусона говорится: «О́дин (покровитель мужских союзов) сделал так, что его мужи сражались в битве без панцирей и были безумны (galnir), как псы или волки … это называлось свойством берсеркера Þat er kallaðr berserksgangr)». («Сага об Инглингах», гл. VI). Один был покровителем не только воинов, но и скальдов: «Экстатическая природа смерти сближает воина с вдохновенным поэтом, шаманом или провидцем».
В древнейшей кельтской поэзии выдающийся воин тоже иногда именуется «яростным (бешеным) псом». Например, в отрывке из ранней ирландской генеалогической поэмы говорится: «три внука Байскне … яростные псы (condai fergga)». Кухулин также неоднократно называется «ярым псом».

## В военном деле
Феномен боевого транса находит применение главным образом в военном деле. То, что называется «боевым духом» солдат, зависит в первую очередь от того, насколько они способны входить в состояние боевого транса во время сражения. Эта способность развивается благодаря соответствующей психологической подготовке бойцов.

В традиционных обществах целью воинской инициации являлось радикальное изменение сознания путем погружения в состояние транса с помощью особых практик посвящения: нанесения болезненных ударов, целенаправленного голодания во время проведения ритуала и т.д.. Барбара Эренрейх пишет о том, что для превращения в воина необходимо полное изменение личности, потеря своего прежнего „я“ и превращения в совсем другого человека. Иногда воин даже называл себя новым именем. В небольших традиционных сообществах эта трансформация обычно сопровождалась ритуальным барабанным боем, плясками, воздержанием от еды и временным отказом от сексуальных отношений. Все это было предназначено для того, чтобы юноша стал способен войти в мир воинов.. 
Для входа в состояние боевого транса (например, у скандинавских берсерков) использовалось также самовнушение, предназначенное для отождествления себя с тем или иным сильным хищным животным (медведем, волком и т. д.). В этом смысле боевой транс берсерка (Berserkergang) близок к шаманическому трансу, поскольку в обоих случаях изменённое состояние сознания сопровождается ощущением «переселения в тело зверя».

## Субъективное восприятие состояния боевого транса
Изменённое состояние сознания, возникающее во время боя, хорошо известно тем, кто участвовал в сражениях — как в традиционных сообществах, так и в современных западных странах. Вот одно из описаний субъективных ощущений боевого транса:

Я думаю, что многие ветераны войны, если они честны с самими собой, признают, что опыт совместного усилия в бою… был великим моментом в их жизни. Их «я» незаметно превращается в «мы», «мой» и «моя» становятся «нашими», и собственная участь перестает быть центром всего…. Может быть, я упаду, но я не умру, ведь то, что реально во мне, продолжается и живёт в моих товарищах, за которых я отдал мою жизнь.
Эрнст Юнгер в своих воспоминаниях также описывает состояние, напоминающее боевой транс:

Со смешанным чувством, вызванным жаждой крови, яростью и опьянением, мы тяжело, но непреклонно шагали, надвигаясь на вражеские линии. Я шел вдали от роты, сопровождаемый Финке и одним новобранцем по имени Хааке. Правая рука сжимала рукоять пистолета, левая — бамбуковый стек. Я кипел бешеным гневом, охватившим меня и всех нас самым непостижимым образом. Желание умерщвлять, бывшее выше моих сил, окрыляло мои шаги. Ярость выдавливала из меня горькие слезы.
Чудовищная воля к уничтожению, тяжелым грузом лежавшая над полем брани, сгущалась в мозгу и погружала его в красный туман. Захлебываясь и заикаясь, мы выкрикивали друг другу отрывистые фразы, и безучастный зритель, наверно, подумал бы, что нас захлестнул переизбыток счастья.

## Методы создания состояния боевого транса
Военные командиры издавна применяют различные методы, предназначенные для введения в состояние боевого транса. Использование «боевых кличей» является универсальным для всех человеческих сообществ. Китайские солдаты, сражавшиеся в армии Сунь-цзы (в VI или, по другим источникам, в IV веке до н. э.), входили в состояние транса, наблюдая, как танцоры вращают сабли.
По словам Плутарха, Ликург Спартанский использовал музыку для введения своих воинов в особое состояние сознания:

Когда построение боевой линии заканчивалось, царь… флейтистам приказывал играть Касторов напев и одновременно сам затягивал походный пеан. Зрелище было величественное и грозное: воины наступали, шагая сообразно ритму флейты, твердо держа строй, не испытывая ни малейшего смятения — спокойные и радостные, и вела их песня. В таком расположении духа, вероятно, ни страх ни гнев над человеком не властны; верх одерживают неколебимая стойкость, надежда и мужество, словно даруемые присутствием божества..
Мориц Оранский ввел в своей армии синхронный строевой шаг под ритмичную музыку. В дальнейшем этот прием распространился по всей Европе и стал обязательной частью военной подготовки. Маршал Мориц Саксонский (1696—1750) писал:

«В чём заключается военное искусство? Заставьте солдат шагать в ногу. Здесь весь секрет: это военный шаг римлян. Для этого введены марши, и именно для этого используется барабанный бой… Кто из нас не видел, как люди танцуют всю ночь, беспрестанно подпрыгивая и подскакивая? Заставим человека танцевать без музыки хотя бы четверть часа и посмотрим, сможет ли он это сделать. Это доказывает, что музыка имеет тайную власть над нами, она подготавливает органы нашего тела к действию и уменьшает усталость во время действия».
Мориц Саксонский также отмечал, что любое ритмичное движение может синхронизировать поведение группы и заставить её вести себя как единое целое:

«Я часто видел, что когда знамя развевается на ветру, все солдаты идут в ногу, не стремясь сознательно к этому и не осознавая этого».
В современных армиях для подготовки к бою широко применяется «тяжелая» ритмичная музыка (в основном тяжелый рок), и иногда даже групповые танцы.

## Боевой транс и психоактивные вещества
Греческие гоплиты перед битвой опьяняли себя вином, ацтеки применяли для этой цели алкогольный напиток из ферментированного сока агавы (пульке), а скифские воины использовали наркотическое действие конопли. Скандинавские берсерки, по некоторым теориям, перед битвой опьяняли себя мухомором (Amanita muscaria) или большим количеством алкоголя.

## Боевой транс как реакция на опасность
Возможно также, что феномен боевого транса является разновидностью околосмертного переживания. Эти два состояния возникают в ситуации, когда жизнь индивида подвергается опасности. Они обладают следующими сходными проявлениями:
- быстрота реакций и мыслительных процессов;
- эйфория, отсутствие страха и чувства боли;
- ощущение «выхода из тела» (индивид воспринимает себя как «чистую энергию, не ограниченную телесной оболочкой»). Иногда также собственное тело кажется лёгким, призрачным, обладающим нечеткими контурами;
- потеря ощущения своего «малого Я» и чувство слияния с коллективным «большим Я»[25].

Некоторые исследователи предполагают, что состояние боевого транса является защитным механизмом типа диссоциации. В состоянии диссоциации происходит «расщепление психики», что позволяет индивиду не допускать до сознания травмирующие эмоции и ощущения (страх, боль).